# Нова Загосць
Нова Загосць (пол. Nowa Zagość) — село в Польщі, у гміні Пінчів Піньчовського повіту Свентокшиського воєводства.
Населення — 159 осіб (2011).
У 1975-1998 роках село належало до Келецького воєводства.

## Демографія
Демографічна структура на день 31 березня 2011 року:
|          | Загалом | Допрацездатний вік | Працездатний вік | Постпрацездатний вік |
| -------- | ------- | ------------------ | ---------------- | -------------------- |
| Чоловіки | 87      | 22                 | 50               | 15                   |
| Жінки    | 72      | 14                 | 40               | 18                   |
| Разом    | 159     | 36                 | 90               | 33                   |